# Кенді Кості
Кенді Кості (англ. Candy Costie, 12 березня 1963) — американська синхронна плавчиня.
Олімпійська чемпіонка 1984 року.
Призерка Чемпіонату світу з водних видів спорту 1982 року.
Переможниця Панамериканських ігор 1983 року.